# Aaron Michael Metchik
Aaron Michael Metchik (22 aprile 1980) è un attore statunitense.
Fratello dell'attore Asher Metchik, ha fatto il suo debutto come attore a 11 anni, partecipando alla serie televisiva Un raggio di luna per Dorothy Jane, nella stagione 1991-1992, ricoprendo il ruolo di Steven Floyd Torkelson.
Nel 1994 ha assunto il ruolo di uno dei piccoli protagonisti del film A.A.A. mamma cercasi.
Successivamente Metchik ha avuto vari ruoli, tra cui il personaggio di Alan Gray nel film del 1995 Il club delle baby sitter, adattamento cinematografico di una popolare serie di libri. Nel 2000 ha vinto un Reel Frontier Award.

## Filmografia

### Cinema
- A.A.A. mamma cercasi (Trading Mom), regia di Tia Brelis (1994)
- Il club delle baby sitter (The Baby-Sitters Club), regia di Melanie Mayron (1995)
- Due mariti per un matrimonio (Feeling Minnesota), regia di Steven Baigelman (1996)
- Pumpkin Hill, regia di Jennifer Peterson - cortometraggio (2000)
- 10 Years Later, regia di Aaron Michael Metchik (2010)
- More Than Stars, regia di David Thayer (2012)

### Televisione
- Big Deals, regia di Robert Berlinger – film TV (1991)
- Un raggio di luna per Dorothy Jane (The Torkelsons) – serie TV, 19 episodi (1991-1992)
- Raven – serie TV, episodio 2x11 (1993)
- Assassino per amore (When Love Kills: The Seduction of John Hearn), regia di Larry Elikann – film TV (1993)

- Wild Palms – miniserie TV, 5 puntate (1993)
- La signora del West (Dr. Quinn, Medicine Woman) – serie TV, episodio 2x16 (1994)
- VR.5 – serie TV, episodio 1x02 (1995)
- La famiglia Brock (Picket Fences) – serie TV, episodio 4x04 (1995)
- Crescere, che fatica! (Boy Meets World) – serie TV, episodio 3x18 (1995)
- Cinque in famiglia (Party of Five) – serie TV, episodio 2x22 (1996)
- ABC Afterschool Specials – serie TV, episodio 25x02 (1996)
- You Wish – serie TV, episodio 1x07 (1997)
- The Practice - Professione avvocati (The Practice) – serie TV, episodio 3x15 (1999)
- Dorm Life – serie TV, episodio 2x19 (2009)